# Província Autônoma da Bósnia Ocidental

Mapa da Iugoslávia durante a guerra, em 1993, mostrando a localização da Bósnia Ocidental

Província Autônoma da Bósnia Ocidental (em bósnio, croata e sérvio: Autonomna Pokrajina Zapadno, Bosna Аутономна Босна Покрајина Западна) foi uma pequena entidade não reconhecida localizada no noroeste da Bósnia e Herzegovina e composta pela capital e cidade principal Velika Kladuša assim como algumas cidades vizinhas. Surgida em 1993 como resultado das políticas implementadas pelo separatista Fikret Abdić contra o governo central bósnio de Alija Izetbegovic durante a Guerra da Bósnia. Por um curto período de tempo em 1995, ficou conhecida como República da Bósnia Ocidental.

## Resultado
O território da Bósnia Ocidental foi incorporado à Federação da Bósnia e Herzegovina, no atual Cantão de Una-Sana. Abdić, que mantinha relações amistosas com o então presidente croata Franjo Tuđman, havia adquirido a cidadania croata e morado na Croácia no exílio. Após a morte de Tuđman em dezembro de 1999 e a derrota da União Democrática Croata nas eleições croatas de 2000, Abdić foi preso e condenado por crimes de guerra contra bósnios civis leais à República da Bósnia e Herzegovina. O julgamento ocorreu na Croácia, onde Abdić foi condenado a cumprir 20 anos de prisão em 2002. Em 9 de março de 2012, ele foi libertado depois de cumprir dois terços da pena reduzida.  Em 2016, os cidadãos de Velika Kladusa o elegeram prefeito. 